# Лора (мегалит)
Гробница Лора — мегалитический памятник в окрестностях пос. Лора около Марбурга в северно-центральной части Гессена в Германии. Относится к позднему неолиту, после 3000 г. до н. э. Относится к галерейным гробницам Вартбергской культуры, однако отличается от прочих гробниц даной культуры богатыми находками керамики.